# 레닌주의
레닌주의(러시아어: ленинизм, 영어: Leninism)는 블라디미르 레닌의 마르크스주의 사상이다.
유럽 생산력 발전 수준이 자본주의를 넘어 제국주의 단계에 이르렀다는 이론, 노동자와 농민의 동맹에 관한 이론과 혁명적 당에 의한 독재 및 반영주의(反映主義) 유물론이 레닌주의 사상의 핵심적인 특징으로 여겨진다.

## 개요
레닌주의는 당시 유럽에 존재하던 마르크스주의에 대한 세 가지 잘못된 경향에 대항하면서 탄생하였다. 세 가지 잘못된 경향은 ‘교조주의’(카를 카우츠키와 멘셰비키의 사상), ‘수정주의’(에두아르트 베른슈타인의 사상), ‘소아병적 사회주의’(당시 볼셰비키 내 분파인 ‘좌익공산주의파’와 로자 룩셈부르크의 사상)이다. 레닌주의는 최초의 사회주의 혁명인 러시아 혁명을 이끈 중심 사상이다. 마르크스주의의 변증법을 사수하기 위해 기계론에 대항한 반영주의 인식론을 세웠으며, 자본주의에서 공산주의라는 이행기에서 그 중간 단계이며 제일 중요한 단계인 프롤레타리아 독재를 구체화하였다. 또한 『제국주의론』을 통하여 제국주의 시대의 보편적인 혁명을 재규정하였는데, 이를 〈약한 고리론〉에 기초한 ‘일국 혁명’이라고 한다. 이로써 약소 민족의 자결권 운동과 사회주의 혁명을 통합하는 데에 지대한 역할을 하였다.
블라디미르 레닌은 차르 체제의 러시아에 세계 최초의 사회주의 국가인 소련을 건설하기 위해 마르크스주의에 실천적인 행동 지침이 필요함을 느꼈다. 그래서 그는 프롤레타리아와 빈농의 후원을 받는 공산당이 혁명의 전위대가 되어 구체제를 완전히 전복시키고, 소비에트를 세워 완전한 공산주의 사회가 건설될 때까지 프롤레타리아 독재의 과도기가 필요할 것이라고 하였다. 마르크스주의에 확실하게 언급되지 않아있던 공유재산의 실현, 프롤레타리아 독재, 제국주의와 자본주의의 상관관계, 신식민지의 존재를 이론적으로 확립화 시켰으며 변증법적 유물론을 현대적으로 개조시켜 역사적 유물론 사고관 뿐 아니라, 정치 및 사회적 유물론 사고관을 정립화시켰다.

## 용어
‘레닌주의’라는 용어는 레닌 사후 소비에트 연방 내 권력 투쟁의 과정에서 성립된 용어이다. 레닌은 혁명 투쟁 시기에 자신의 사상을 마르크스주의의 혁명적 실천이라고 하였으며, 외부의 반공주의자 및 비(非)공산주의 저술가들은 레닌과 볼셰비키파의 사상을 ‘볼셰비즘’이라고 명명하였다.
이는 마르크스주의라는 용어에 대해 마르크스 사후 그의 이론을 신봉하는 활동가들이 사상 투쟁을 하는 과정에서 사용했던 상황과 비슷하다.

## 영향
레닌주의는 기본적으로 마르크스주의를 혁명적으로 계승한 사상이다. 블라디미르 레닌은 자신의 혁명 이론을 정립하는 과정에서 여러 사상가의 이론을 비판적으로 흡수하였다.

### 오귀스트 블랑키의 비밀결사주의
사회주의 혁명은 오로지 선진노동자계급에 기초한 계급투쟁으로서 이루어질 수 있다고 주장한 레닌의 노선은 본질적으로는 프랑스의 사회주의자인 오귀스트 블랑키(Auguste Blanqui)의 비밀결사주의와 동일하지 않다. 다음은 블랑키주의에 대한 레닌의 비판이다.
블랑키주의는 계급투쟁을 긍정하는 이론이다. 그러나 블랑키주의는 프롤레타리아의 계급투쟁에 의거하지 않고 소수 인텔리겐차의 음모로써 인류가 임금노예제로부터 해방될 것을 기대한 것이다. 블랑키의 행동 지침은 부르주아 민주주의의 계급 모순을 지각한 혁명적 부르주아의 일반적인 경향이며, 노동계급에 의한 계급의식의 표출과는 무관한 것이다.— 블라디미르 레닌, 『대회의 총결과에 붙여서』(1906년)

동시에 레닌은 블랑키주의가 소수 지식인의 음모에 의한 혁명 방식이며, 소수에 의한 쿠데타와 다를 바가 없다고 비판하기도 하였다.
그러나, 경제적 후진성과 러시아 정교회를 비롯한 여러 반동적 사상 조류가 극심했던 당시 러시아 사회의 특성을 고려하여, 소수 직업혁명가의 역량 확보를 강조하였고, 이 지점에서 블랑키의 사상과 밀접한 연관을 이루게 됐다. 특히 폭력혁명에 대한 긍정 및 합법 활동과 비합법 활동을 혁명의 성취라는 목적에 따라 적절히 배합해야 한다는 레닌의 주장은 블랑키의 주장과 상당히 흡사한 지점이다.
특히, 당원의 지적 수련, 금욕적 생활, 사생취의(捨生取義) 정신을 강조했다는 점과, 일반적인 노동자계급과, 노동자계급을 지도하는 직업 혁명가의 뚜렷한 구분은 기존 마르크스주의자들과 달랐던 지점이다. 이러한 지점은 여러 학자들에 의해 블랑키주의의 영향을 받았다고 평가받는다. 공산주의 혁명가인 로자 룩셈부르크는 레닌과 블랑키의 차이는 지엽적이며, 본질적으로는 같은 것이라고 평가하였다. 이러한 비판은 러시아 10월 혁명이 “순수한 프롤레타리아 계급에 의한 혁명인가?”, 아니면 “소수 혁명적 지식인에 의한 쿠데타인가?”라는 본질적인 논쟁과 맞닿은 것이다.

### 게오르기 플레하노프의 반영론
게오르기 플레하노프(Гео́ргий Плеха́нов)는 마르크스주의에 대한 기계론적 해석을 차단한 철학자로, 마르크스주의와 헤겔 철학 사이의 연관성을 규명하여, 계급의식의 일반성을 규정하였다. 그의 저서 『일원론적 역사관의 발전』(К вопросу о развитии монистического взгляда на историю, 1895년)은 레닌의 철학적 관점에 지대한 영향을 주었다.
플레하노프의 반영론은, 기계적 운동과 인간의 의식적 사유를 나누는 양분론에 기초하여 세계를 바라본다. 여기서 의식은 물질로부터 도출하며, 물질은 자체적인 모순 정도에 따라 그 형상(形像)이 달라진다. 플레하노프는 물질의 현상적 특성을 규정하는 핵심 변수로, 그것 자체가 겪고 있는 내부 모순 정도라고 보고 있으며, 이 내부 모순 정도는 물질이 의식을 규정할 때, 그 도출되는 의식의 성격을 규정한다. 따라서 모순이 존재하는 물질 내부의 운동, 그리고 그 운동성에 따라 도출된 모순성이 존재하는 의식성이라는 두 가지 테마가 등장한다.
여기서 플레하노프는 인간의 의식성은 바로 모순으로부터 도출된다는 것을 정식화하고, 계급의식의 일반성을 바로 이 의식성을 통해 정의한다. 이에 따라 계급투쟁은 물질 세계와 의식 세계 전반의 모순을 최소화한다라는 목적의식성에 기초한 투쟁이라고 할 수 있다. 동시에 플레하노프는 이 모순 최소화 과정의 구체적 사유 형태를 변증이라고 정의하고, 이 변증에 기초한 유물론이라고 하여, 스스로의 유물론을 ‘변증법적 유물론’이라고 칭하였다.
레닌은 플레하노프의 이 반영론 관점을 마르크스주의 유물론이 가져야 할 유물론 사상이라고 인정하였고, 훗날 기계론자들을 비판하는 자신의 저서 『유물론과 경험비판론』에서 플레하노프의 유물론을 크게 인용하였다.

## 《무엇을 할 것인가?》 (1902)
블라디미르 레닌은 1902년 소책자 『무엇을 할 것인가?』(Что делать?)를 통하여 당시 러시아 사회민주노동당 다수가 갖고 있던 투쟁 방식을 비판하였다. 그는 특히 노동자가 주로 진행하는 임금 투쟁만으로는 혁명을 이룰 수 없다고 하였다. 그리고 노동자의 임금 투쟁에 의존하는 운동이 결국에는 독일 사회민주당의 사례와 같이 기회주의 경향을 낳을 수 있다고 경고하였고 이러한 임금 투쟁이 어떠한 혁명적 변화를 불러일으키는 주된 원인이 될 수 없다고 하였다.
이와 더불어 레닌은 러시아 사회민주노동당의 주요 이론가들이 독일 사회민주당의 합법주의에 빠져 있는 것을 비판하였다. 러시아 제국은 1861년 3월 3일 농노 해방령을 통하여 일부 자본주의적 소유 구조를 도입하였으나, 실질적으로는 봉건적 사회 구조를 유지하고 있었다. 농노 해방령 이후 노동자의 수는 증가하였고 명목상 노동조합 성립이 합법으로 되었으나, 노동자의 단체 행동권은 사실상 보장되지 않았다. 이러한 상황에서 독일식 합법주의에 기초한 사회주의자들은 노동자의 단체 행동권, 파업권 보장 등과 같은 자유주의 정책이 들어서게 되면 노동자들은 임금 투쟁을 더욱 가열차게 할 수 있고 그 결과 모든 것이 해결될 것이라고 여기고 있었다. 이런 이유로 인해 당시 수많은 사회주의자들은 러시아 제국 정부에 유화적인 태도로 노동자의 권리를 보장할 것을 요구한 것이다.
레닌은 자본주의 사회에서 노동자 투쟁이 합법적으로 보장받는다고 하더라도 그것은 어디까지나 자본가의 권력이 유지되는 선에서만 허용될 것이라고 하였다. 그는 단순히 합법적 활동을 모두 부정하는 방법론만으로는 혁명을 이룰 수는 없다는 것을 강조하였지만, 마르크스주의자는 합법의 영역과 비법(非法)의 영역을 나눠놓고, 매 상황에 따라 변칙적으로 이를 적용하여 최대한 혁명이 이루어질 수 있는 활동을 해야 한다고 주장하였다. 그리하여 레닌은 그것의 기반이 정당으로서 의회 내에서 투쟁하는 것보다는, 노동자 하위 조직을 단단히 조직하고 이러한 조직에서 마르크스주의를 널리 설파하여 노동자의 계급의식화를 강력히 형성해야 함을 주장하였다. 그리고 이러한 활동이 바탕이 되어야 의회 투쟁도 의미가 생긴다는 것이 『무엇을 할 것인가?』의 주된 논점이었다. 하지만 독일 사회민주당의 이론가인 에두아르트 베른슈타인(Eduard Bernstein)의 영향을 받은 사회주의자들은 오로지 합법적 임금 투쟁과 의회 활동에 주력해야 함을 강조하였다. 시간이 흐를수록 러시아 사회민주노동당의 흐름은 크게 합법투쟁을 중점으로 하여 투쟁을 진행하자는 의견을 신봉하는 쪽, 그리고 모든 수단을 동원하여 투쟁을 진행하자는 의견을 신봉하는 쪽, 두 가지로 나눠졌다.

### 전위당론
블라디미르 레닌은 『무엇을 할 것인가?』에서 사회주의 혁명가와 일반적인 근로대중을 구분하였고, 전자가 후자를 통일적으로 지도해야 한다고 주장했다. 이를 ‘전위당론’이라고 부른다.
그는 공산주의 운동에서 산업 노동자에 기반한 모든 직업 혁명가들은 스스로의 이상에 따라 소부르주아적 편견을 가질 수 있다고 주장했다. 이와 더불에 노동자의 이익을 대변하는 모든 종류의 운동에 참가하는 산업노동자가 주도하는 '아래로부터의 사회주의'(생디칼리즘과 같은)에 근거한 모든 운동은 실패했다는 점을 들어 노동자 대중의 파편화에 근거한 순수 자발적 혁명은 불가능하다고 보았다. 심지어 교육 수준이 낮은 노동자들은 스스로 자본의 노예 생활을 자처했으며, 당의 지도 없이는 그들이 룸펜프롤레타리아 대열에 설 수 있음을 블라디미르 레닌은 경고했다. 또한, 노동자 대다수가 아직 사회주의와 공산주의를 이해하지 못하기 때문에 단결체가 없는 혁명 행위에서 그들은 공산주의를 멋대로 해석하여, 그런 사상 분열이 혁명 행위의 분열로도 이어질 것이라 믿었다.
후일 레닌은 『공산주의 운동에서 ‘좌익’소아병』에서 전위당론에 반대하는 자들에 대해 다음과 같이 비판하였다.
당 독재인가 아니면 계급독재인가, 노동운동 지도자들의 독재인가 아니면 대중들의 독재인가?”라는 하나의 문제 제기는 이미 도저히 믿을 수 없는 끝없는 사고의 혼란을 증명하고 있다. 이 사람들은 완전히 특별한 무엇인가를 발명하기를 원하고 있으며 현명해지려고 노력하는 가운데 스스로 웃음거리가 되고 있다. 당 원칙과 당 규율의 거부는 반혁명주의자들의 주요 정치 테제이다. 그리고 이것은 부르주아의 이익을 위해 프롤레타리아트를 완전히 무장해제시키는 것과 똑같다. 이것은 바로 내버려두면 필연적으로 어떤 프롤레타리아 혁명운동도 박살내 버릴, 저 소부르주아적 분열과 동요로 귀결되며, 또한 지속성, 통일 및 조직적 행동에 대한 저 소부르주아적 무능으로 귀결된다. 프롤레타리아 독재는 투쟁 속에서 단련된 철의 당 없이, 일정 계급의 모든 정직한 사람들의 신뢰를 누리는 당 없이, 대중의 분위기를 지켜보고 그것에 영향력을 발휘할 수 있는 당 없이, 그와 같은 투쟁을 성공적으로 수행할 수 없다.
 — 블라디미르 레닌, 『공산주의 운동에서 ‘좌익’소아병』에서
블라디미르 레닌의 이런 비판은 당시 러시아 내에서 맹렬한 활동을 하고 있었던 멘셰비키와 아나키스트들 그리고, 서유럽에서 활동하는 좌익공산주의자들에 대한 철저한 비판이었다. 그는 일부 활동성이 높은 노동자, 직업 혁명가, 사회주의 학자들이 전위대를 조직해 다수의 산업 노동자, 농민들을 이끌어야 한다고 주장했다. 이 과정에서 레닌은 산업 노동자, 농민과 직업 혁명가 간의 위계질서와 상명하복 관계를 주장했다. 실제로 볼셰비키는 노동자와 농민으로 이루어진 소수 혁명가가 지휘하는 레닌의 전위대였고, 러시아 제국을 철저히 전복시켰다.
그러나, 전위당론은 주로 아나키스트들과 좌파공산주의자들의 비판 거리가 되었다. 이 전위대 체계론으로 여러 마르크스주의자, 레닌주의 외의 공산주의자들은 레닌주의를 권위주의의 일종일 뿐이라고 비판했다. 아나키스트 FAQ의 저자들은 다음과 같이 언급하기도 했다. "이 순전한 엘리트주의는 사회주의는 노동계급의 자기해방이라는 관점을 전면적으로 위배한다. 더욱이 이것은 권력을 지닌 자의 선의에 대한 맹목적인 믿음에 기반을 둔 유토피아적 발상이다."

## 《사회주의와 종교》 (1905)
카를 마르크스는 『공산당 선언』과 『독일 이데올로기』 등에서 종교의 반인민적 정체성을 비판했는데, 이를 대표적으로 나타내는 표현으로, "종교는 인민의 아편이다(Die Religion … ist das Opium des Volks)."가 있다. 카를 마르크스는 루트비히 포이어바흐의 저서인 『기독교의 본질』(Das Wesen des Christentums)에서 밝힌 종교비판을 대부분 받아들였으나, "종교는 인간의 삶에 본질적 의미를 부여하는 요소와 강한 연결고리를 가진 것이자, 인간이 이성지적 존재로서 거듭날 수 있는 가능성을 가지고 있는 이상, 종교성도 또한 사라질 수 없다."라는 전제를 비판했다. 카를 마르크스 입장에서 종교는 인간의 지식 활동에 커다란 제약이 있을 때 등장하는 것에 불과하다. 미숙한 인간이 제반사물을 인식하면서 생기는 각종 모순성은 폭발적일 수밖에 없고 그 폭발적인 모순성의 집적체로서 나온 것이 바로 종교이다. 때문에, 마르크스는 인간이 낡은 이데올로기를 변화시키는 적극적인 변증법적 투쟁을 하면 할수록 종교성은 사라지게 되며 결국 완전히 사리지게 되는 지점이 오게 될 것이라고 확신했다.
블라디미르 레닌은 『사회주의와 종교』(Социализм и религия)라는 책자에서 종교를 비판했다. 이 책자에서 비판되는 요소는 종교가 가진 기만성이었다. 종교는 '영원히 평안한 내세'를 내세워서 인민의 자선심과 복종심을 둘 다 고양하였으며, 진정 인민이 스스로 행동해야 할 시기에는 복종심을 고양시켜 봉건영주들의 정치적 지배를 확립하는 데에 도움을 줬다는 것이다. 또한 레닌은 러시아의 역사를 되짚으며, 그간 러시아는 동방정교회라는 종교와 밀접하게 연관된 국가 법 체계를 갖고 있었는데, 그것은 인민에게 있어서 상당히 야만적이었다는 것을 지적하면서, 정치와 종교의 완전한 분리를 주장하였다.
동시에 레닌은 카를 마르크스가 행한 종교 비판을 근거로 하여, 낡은 생산관계를 청산하려는 인간의 이데올로기 투쟁 영역에서 과학에 기반한 무신론과 반(反)과학에 기반한 유신론 사이의 투쟁은 상당히 중요한 것이라고 주장했다. 그의 1909년 저서인 『노동자당이 종교에 대해 가져야 하는 태도』(Об отношении рабочей партии к религии)에 따르면, 그의 입장은 1905년보다 훨씬 급진적인 입장이 되어있다. 이 책자에 따르면 그는 국가 제도와 종교는 확실히 분리해야 하며, 혁명의 주체인 프롤레타리아 전위당은 인민의 무신화(無神化)를 위해서 과학과 무신론을 보급해야 한다고 했다. 그리고 공산주의자가 종교를 믿는다면 그것은 자기모순에 해당하며, 과학과 무신론의 보급 작업은 종교가 완전히 사라질 때까지 계속되어야 함을 강조한다.
그러나, 한편으로 레닌은 종교인이 당 사업에 적극적이고, 언제든 계급 의식의 선두에 설 수 있다면 충분히 당원으로 받아들일 수 있다고 하였다.
이런 상황을 가정해 보자. 성직자가 가입하기를 원하면 사회민주당은 받아들여야 하는가? 대답은 긍정적이다. 만약에 그 성직자가 당 강령에 반대하지 않고, 당 사업을 성실하게 실천한다면, 우리는 그를 당원으로 받아들인다. 틀림없이 당 강령의 원칙과 그의 종교적 신념 사이에 커다란 모순이 존재할 것이다. 그렇지만, 그 모순은 전적으로 성직자 개인의 문제이고, 그 자신이 당 활동을 하면서 해결해 나가야 할 모순이다. 그러나 당 사업 중에 자신의 종교적 신념을 선전ㆍ선동한다면, 당연히 당은 그를 징계하고 제명한다.
 — 블라디미르 레닌, 『노동자당이 종교에 대해 가져야 하는 태도』에서
이는 수많은 사회주의국가가 헌법적으로는 종교의 자유를 허용하되, 당적 차원에서는 별도로 포교 행위를 엄단하고, 종교인을 무신론자로 전향시키는 노력을 하는 것과 밀접한 연관을 갖고 있다.

## 《농업문제와 소위 ‘마르크스비판’》 (1907)
블라디미르 레닌은 '혁명의 제1단계'(부르주아민주주의혁명, 1905년 ~ 1917년 2월)와 '혁명의 제2단계'(사회주의혁명, 1917년 4월 ~ 1917년 10월)를 구분한 다음, 전자에서는 전체 농민과의 동맹, 후자에서는 빈농과의 동맹이 필요하다는 점에서 노농동맹을 노선을 주장했다.
부르주아민주주의혁명 시기인 1907년에 저술을 완료한 『농업문제와 소위 '마르크스비판'』에서 농민의 혁명성을 인정하였다. 동시에, 그는 농민의 경제사적 역할과 재화 소유 방식을 분석했을 때, 그들은 기본적으로 소부르주아적 성격을 갖고 있지만, 토지를 사회주의적 경제로 편입하는 과정에서 그들이 프롤레타리아와 같은 역사성을 가진 존재가 될 수 있다고 하였다. 즉, 농민을 '농촌 프롤레타리아'와 '농촌 부르주아'로 분류하고, 전자와의 협력을 추구한 것이다.
레닌은 사회주의에 적합한 농업 생산관계 형태가 노동집약적 산업과는 별도로, 또는 서로 연계된 상태로 존재할 수 있다는 점을 강조했으며, 이러한 주장의 준거성을 확보하기 위해 그는 '자본주의 농업 발전의 두 가지 길'이라는 이론을 내세웠다. 여기서 논해지는 두 가지 길 중 첫 번째는 당시 유럽에서 농업생산력이 상당히 높았던 프랑스를 기준으로 논해진 것으로, 대토지 소유자가 국내 농업에 대한 온건적인 개혁 정책을 전개하여 자본주의화를 앞당기는 것이다. 이러한 발전 양상은 소위, 보나파르트주의자들이 주도하였다. (레닌은 이를 ‘융커 모델’이라고 칭한다) ― 훗날, 레프 트로츠키는 자신의 저서 『노동자국가, 테르미도르 그리고 보나파르티즘』(영어: Рабочее государство, термидор и бонапартизм)에서 이오시프 스탈린의 군사국가화와 농업 집산화 등의 정책을 '보나파르트주의'라고 칭했는데, 바로 이 맥락에서 쓰인 것이다. ― 두 번째는, 식민지 곡물을 이출하여 국내 지대를 약화시키는 것이다. 이렇게 될 경우 광범위한 자영농 계층은 붕괴하게 되고 다수의 농업노동자인 빈농을 파생하게 된다. 이와 동시에 자본주의 발전은 프랑스의 그것보다 더욱 급진적으로 이뤄진다. 이 경로는 바로 영국의 모델이다. 그는 동시에 스페인과 이탈리아가 거친 자본주의화하의 지대 문제를 과학적으로 규명하였다. 그는 봉건적 토지 소유 제도도 또한 자본주의라는 새로운 국면으로 맞아들면서 기존의 '소수의 대지주와 압도다수의 소농'으로 대표되는 봉건적 농업 체계가 흔들리고 소규모 자영농이 일반화 된 자본주의적 농업 구조로 발전한다는 것을 실증하였다.
이후 자본주의 사회 내에서의 농업 경제도 잉여가치 독식이라는 현상이 필연적으로 발생하기에, 농민도 또한 자본주의에서 사회주의로 향하는 과도기적 단계에서 프롤레타리아의 성격을 일정 수준 가질 수밖에 없다는 것을 증명하였다. 그는 이러한 자신의 이론에 기반하여 1917년 2월 혁명의 이후 성립된 자본주의적 농업 소유 구조는 더 진보된 농업 경제 구조화를 막는 원인이 되었다고 하였다. 사회주의혁명 달성 후 블라디미르 레닌은 1920년 8월 7일 코민테른 2차 대회에서 혁명적 농민을 빈농·소농·영세농으로 규정하였고, 중농과 부농은 이에 포함하지 않았다. 즉, 단순히 농업노동자가 아닌, 자립 불가능할 정도의 자영 영세농도 또한 혁명성이 존재하는 혁명적 농민으로 취급한 것이다.
전세계 자본주의국가들에서 도시 프롤레타리아가 반드시 투쟁으로 인도해야 할, 혹은 적어도 자기 편으로 인입해야 할 농촌의 근로대중과 피착취 대중은 아래와 같은 계급들이다.

1. 자본주의적 농업 기업에서 임금노동으로 자기의 생활자료를 얻어내는 임금노동자(1년 고용자·계정 고용자·납품팔이꾼)들인 농업 프롤레타리아.
2. 반(半)프롤레타리아 혹은 영세 농민, 다시 말하면 자기의 생활자료를, 일부는 농업 및 산업자본 기업에서의 임금노동에서 얻으며, 또 다른 일부는 자기 가족을 먹여살리는 식료품의 일부를 주는 데 불과한 한 조각의 자기 소유지 또는 소작지에서 노동하는 것으로 얻는 농민들.
3. 소농, 다시 말하면 자기 가족 및 자기 농사의 수요를 충족하는데 남의 노동력을 고용하지 않는 낮은 규모의 경지를 소유한 혹은 소작권에 의하여 점유하고 있는 소토지 소유자.
 — 블라디미르 레닌, 1920년 8월 7일 코민테른 2차 대회 「농업문제에 관한 테제」에서

결국 농업의 자본주의화는 봉건적 농업에 비해 진보된 것이나, 농업 노동력의 착취는 여전하며, 대다수 농민은 언제든 자립 불가능한 수준의 소농으로 전락할 위험성을 내포하고 있다. 결과적으로, 전체적으로 농업 생산력은 정체기를 맞을 것이기에 농민과 농업의 빈곤화라는 문제는 해결되지 않는다. 이는 자본주의사회하에서 농민이 산업노동자와 같은 혁명의 유적존재로서 거듭할 수 있는 객관적 조건이 된다. 결과적으로, 토지의 사회주의화는 자본주의사회하에서 빈농의 인간해방을 위한 것이기에, 블라디미르 레닌은 빈농의 혁명성을 중시하였고, 러시아의 프롤레타리아 계급이 이들과 적극적으로 연대해야 할 필요성이 있다는 것을 인정하였다. 하지만, 동시에 농업의 하부 구조 변혁은 상업 이후의 산업이라는 공간의 변혁 속도에 비해서 매우 늦고 둔감할 수밖에 없다고 하였다. 이는 즉, 농민이 혁명적 변화에 있어서 근로대중보다 느릴 수밖에 없다는 걸 인정한 것이다. 이 사실에 근거하여 볼셰비키, 멘셰비키, 인민주의자들의 입장을 다음과 같이 정리할 수 있다.
| 분파             | 자본주의사회하 농민의 역사적 성격 | 자본주의사회하 농민의 혁명성 | 자본주의적 농업 생산 구조에 대한 평가 | 농업 문제의 해결법     | 사회주의적 농업 생산 구조의 가능성                       |
| ---------------- | --------------------------------- | ---------------------------- | ------------------------------------- | ---------------------- | -------------------------------------------------------- |
| 볼셰비키         | 부르주아·소부르주아·프롤레타리아  | 인정                         | 발전                                  | 토지국유제(土地國有制) | 가능                                                     |
| 멘셰비키         | 부르주아·소부르주아               | 불인정                       | 발전                                  | 소농자치제(小農自治制) | 불가능                                                   |
| 나로드니키주의자 | 공산주의 형성의 주체              | 인정                         | 퇴보                                  | 토지공유제(土地公有制) | 원시적 농업 공동체를 사회주의/공산주의의 기반이라고 평가 |

소비에트 정부 성립 이후 "프롤레타리아 독재는 노농정부인가?"라는 논쟁에서 이오시프 스탈린은 소비에트 정부가 노농동맹에 입각한 프롤레타리아 독재이며, 이러한 의미에서 노농정부라고 불릴 수 있다고 하였다.
노농정부 문제에 관하여도 그와 관련하여 꼭 말해야겠습니다. 우리 정부의 프롤레타리아적 본질과 또 여기에서 나오는 사회주의적 제과업은 우리 정부로 하여금 우리 농민의 나라에 있어서 프롤레타리아 독재의 사회주의적 및 계급적 제과업 달성함에 가장 중요한 수단인 노농동맹을 유지·강화하는 정책을 수행하는 것을 방해하지 않을 뿐만 아니라 도리어 이 정책의 수행에로 이 정부를 추동하며, 필연적으로 추동하고 있다는 것, 또 그렇기 때문에 이 정부는 노농정부로 불린다는 것, 여기에 어떠한 모순이 있을 수 있겠습니까? 노농정부의 구호를 내세우며, 우리 정부를 노농정부라고 규정한 레닌이 옳았다는 것은 명백하지 않습니까?
 — 이오시프 스탈린, 1927년 3월 15일 『노농정부 문제에 관하여』(Об образовании Рабочего и Крестьянского правительства)에서
이를 통하여 마르크스-레닌주의에서 논의되는 '프롤레타리아 독재'(독일어: Diktatur des Proletariats)는 노동자(산업프롤레타리아를 포함한 광범한 노동계급)·농민(빈농·소농·영세농)의 동맹에 기초한 사회주의국가라는 것을 알 수 있다. 반면, 트로츠키주의의 경우는 프롤레타리아 독재에 관하여 '노동자국가'(Workers' State)라는 표현을 선호한다.

### 나로드니키주의에 대한 비판
19세기 말부터 러시아의 진보적 귀족과 러시아 농촌 내 농민에게서 자생적으로 발생한 브 나로드에서 파생된 나로드니키주의(Народничество) ― 소위 당시 인민주의라고도 불린 ― 에 대하여 레닌은 농업 발전의 모든 양상을 거부한 극단적인 정체적 사고라고 비판하였다.
당시 러시아 인민주의자들은 자본주의적 농업 소유 구조는 농업 소유 구조에서 완전한 악(惡)이라고 보았다. 이들은 자본주의적 농업 소유 구조는 인간의 선의에서 벗어난 반인류적 구조인 것이며, 과거의 원시적 농업 형태가 선(善)에 해당하는 공산주의적 공동체의 전형이라고 주장했다.
블라디미르 레닌은 당시 유럽국가의 산업 발전과 농업 구조의 변혁을 실증적으로 검토하였고, 마르크스주의의 지대 이론에 따라 자본주의적 농업 구조는 이전 봉건적 농업 구조에 대해서 발전된 양상이라고 보았다. 부농, 소규모 자영농, 임차농, 농업 프롤레타리아가 다양하게 혼재되었으며, 경자유전의 원칙이 지켜지는 자본주의 농업은 산업의 발전을 촉진시킨 결과물로 나온 것이며, 기본적으로 이 과정에서 지주의 권한을 대폭 약화시켰다. 즉, 이전의 봉건적 농업 구조에 비해 '농지'(農地)이라는 생산수단에 대해서 인민이 더 쉽게 접근할 수 있게 된다고 본 것이다.
이러한 입장에 기반하여 블라디미르 레닌은 러시아 인민주의자들이 경제 문제에 도덕주의라는 허울을 들씌웠다고 비판하였다. 즉, 그들의 주장은 고대사회부터 현재에 이르기까지 진행된 모든 소유 구조의 발전 과정을 염두에 두지 않은 주장이란 것이다. 블라디미르 레닌에게 있어서 이 인민주의 운동은 일종의 공상적 사회주의와 비슷한 것이었다.

### 멘셰비키에 대한 비판
당시 교조주의 입장에서 농업 문제를 바라봤던 율리 마르토프(Юлий Мартов, 1873 - 1923)와 레프 트로츠키를 비롯한 멘셰비키 일원들은 블라디미르 레닌의 강령을 두고 '농본주의'(Аграризм)라고 비판하였다. 멘셰비키들은 농업은 중세봉건제 사회에서 자본주의 사회로 넘어오는 과도기적 단계에서 그 발전성을 완전히 다했다고 보았다. 즉, 사회주의로의 이행은 완전히 산업노동자의 수중에 달린 것이며, 농업의 발전은 자본주의 상태에서 완전히 끝난 것이다. 이러한 역사 과정 속에서 농민은 자본주의 사회하에서 발전된 토지 소유 구조를 대변하는 소부르주아적 성격을 버릴 수 없게 되며, 이들은 기본적으로 혁명에 방관하는 입장을 취하는, 혁명성이 존재하지 않는 존재라고 본 것이다. 토지는 원칙적으로 생산수단에 속했기에 농민은 생산수단을 소유한 계층이라고 파악할 수 있으며, 이에 따라 농민을 부르주아 또는 소부르주아로 취급해야 한다는 것이 이들의 입장이었다.
블라디미르 레닌은 이 주장을 앞서 서술된 농업 발전의 보편성 예시를 들어 비판하였다. 첫 번째로, 만약 자본주의사회의 농업 구조가 모든 농민에게 균일하고 지속 가능한 수준의 수익을 줄 수 있는 구조라면, 또한 토지라는 생산수단을 소유했다는 사실 그 자체만으로도 자본주의사회 내에서 경제사적 기득권을 취할 수 있는 입장이라면, 멘셰비키의 주장대로 자본주의 농업 구조는 발전을 다한 구조라고 할 수 있으며, 농민은 사회주의로 나아가는 과정에서 배제의 대상이라고 할 수 있을 것이다.
하지만, 레닌은 자본주의 사회에서 '토지'는 '토지 소유자에게 있어서 생산수단'의 성격이 있는 동시에 '허용받은 프롤레타리아가 다루는 (부르주아의)생산수단'과도 같은 것으로 작용할 수 있다고 분석했다. 그 이유는 자본주의 농업 구조에서는 필연적으로 수익이 소수의 자영농에게 몰리게 되어있으며, 그것은 부농을 필연적으로 발생하게 하고, 부농은 다수의 소농에게 농지를 임대하여 '농지'를 '토지 소유자에게 있어서 생산수단'이라기보다는 '허용받은 프롤레타리아가 다루는 (부르주아의)생산수단'과 같은 것으로 전환시키기 때문이다.
결과적으로 토지를 임차하는 임차농은 사실상 봉건 사회의 농노나 소작농과 다를 바가 없다. 이러한 임차농의 수가 임대의 주체인 지주(부농)에 비해 월등히 높은 수이며, 그것은 자본주의 농업 구조의 일반성이라고 일컬을 수 있다. 당시 멘셰비키는 소농을 포함한 모든 농민을 '생산수단을 소유한 자'라고 규정하여 타도 및 지배의 대상으로 규정했는데, 이는 현실에 전혀 맞지 않으며 마르크스주의와 관련이 있지도 않다는 것이 레닌의 비판이었다. 두 번째로는, 농업은 공산제 사회에서 노예제 사회로 넘어왔을 때, 그리고 노예제 사회에서 봉건제 사회로 넘어왔을 때 항상 변혁의 과정을 겪었으며, 그러한 변화의 양상이 자본주의라는, 사회주의 및 공산주의로 향하는 중간 단계에서 완전히 사라진다는 보장은 없다는 것이다. 동시에 실증적으로도 자본주의 농업 소유 구조는 농업 생산 구조의 완벽한 모습이라고 하기 어렵다. 예를 들어, 농지 임대를 금지시켜서 소농의 수가 늘지 않는다고 하더라도 그것은 필연적으로 농업생산력을 감소시키는 요인으로 작용하게 된다. 결국, 자본주의하 농업 구조는 다수의 소농과 극소수의 부농의 양극 상태로 나아가거나, 아니면 생산력을 기하급수적으로 감소시키면서 적은 생산력을 유지하느냐, 둘 중 하나의 선택만을 할 수 있는 구조에 불과하다. 또한 이러한 구조는 사회주의로 나아가는 산업의 양태와 자연스러운 발전 구조를 이루기 어렵다고 주장하였다.
결과적으로 볼 때 블라디미르 레닌의 이러한 주장은 '스스로의 노동이 경제적 기득권에 의해 잉여가치로 전유될 수 있거나, 실제 이런 상태에 있는 모든 계층' 즉, 자본주의국가에서 경제적으로 약자의 위치에 놓여져 있는 모든 계층에게 혁명성을 부여한 것이나 다름이 없다고 할 수 있다. 이와 관련된 레닌의 견해는 1908년에 저술된 레닌의 저서인 『마르크스주의와 수정주의』(Марксизм и ревизионизм)에서 확인할 수 있다.
자본주의사회에서 수정주의의 불가피성은 어디에 놓여 있는가? 왜 그것은 민족적 특이성이나 자본주의의 발전정도의 차이보다 더 뿌리 깊은 것인가? 왜냐하면 자본주의 국가에서는 프롤레타리아와 나란히 항상 광범한 소부르주아와 소소유자층이 존재하기 때문이다. 자본주의는 소생산에서 발생했으며 끊임없이 발생하고 있다. 수많은 새로운 '중간층'들이 자본주의에 의해 불가피하게 생겨나게 된다.(공장의 하청업체들, 가내노동, 자전거나 자동차 산업과 같은 대산업의 필요를 충족시키기 위해 전국에 흩어져 있는 소규모 작업장들) 이 새로운 소생산자들 또한 불가피하게 프롤레타리아의 대열로 내던져진다. 그렇기 때문에 광범위한 노동자들의 대열 내부에서 소부르주아적 세계관이 계속해서 고개를 치켜들게 된다는 것은 매우 자연스러운 것이다. 프롤레타리아 혁명에서 일어나게 될 운명의 변화에 도달할 때까지는 그럴 수밖에 없으며 항상 그럴 것이라는 것도 매우 자연스러운 것이다.
 — 블라디미르 레닌, 『마르크스주의와 수정주의』에서
다시 말하여, 노동자와 빈농만이 아닌, 영세자영업자, 지식인도 또한 혁명성이 있는 존재로 취급할 수 있는 근거가 된다. 블라디미르 레닌이 비판했던 멘셰비키의 입장은 훗날에 형성된 트로츠키주의가 그대로 고수하였는데, 이들은 '노동자에 의해 지도되는 농민'만이 가능할 뿐, 대등한 위치에서의 노농동맹은 불가능하며, 혁명의 동력은 오직 산업프롤레타리아라는 이론을 내세우고 있다. 로자 룩셈부르크의 경우도 "사회주의 혁명이라는 객관적 조건을 형성하기 위해 농업자본을 희생시켜야 한다."라는 농업희생론(農業犧牲論)을 내세웠다는 점에서 멘셰비키의 입장과 같다고 할 수 있다.

## 《유물론과 경험비판론》 (1909)
카를 마르크스는 『데모크리토스와 에피쿠로스의 자연철학의 차이』(Differenz der demokritischen und epikureischen Naturphilosophie)와 『독일 이데올로기』를 통하여 유물론과 변증법의 기초를 닦았다. 이 저서의 내용을 통하여 마르크스가 바뤼흐 스피노자의 우주관과 양질전화의 논리를 정합하여 ‘의식성의 최일선으로서 노동’이라는 개념을 어떻게 도출해냈는지 알 수 있다. 이후 이 발전된 유물론은 프리드리히 엥겔스가 계승하였다. 프리드리히 엥겔스는 자연에 존재하는 모든 물질은 기존의 모순 관계에 따라 변화-발전하여 새로운 것을 형성한다고 보았다. 즉, 마르크스의 유물론을 사회, 역사적 맥락에서 자연과학적 맥락까지 적용시킨 것이다. 이러한 그의 노력은 『반뒤링론』(Anti-Dühring)에서도 확인할 수 있다. 엥겔스의 이른바 '자연변증법' 철학적 교조는 자연스럽게 레닌에게 이어져 상당히 결정론적인 변증 유물론을 형성하기에 이른다. 카를 마르크스와 프리드리히 엥겔스의 변증법적 유물론 사상에 영향을 받은 레닌은 당의 세계관적 교조를 만듦에 있어 주로 엥겔스의 자연변증법 사상을 기반화하고 플레하노프 등의 유물론을 비판적으로 흡수하였다. 그리고 이 노력의 결실이 바로 1909년에 저술을 완료한 『유물론과 경험비판론』이라는 저서이다. 여기서 언급되는 '경험비판론'이란, 다양한 경험주의 사조를 의미한다. 이 저서에서 블라디미르 레닌은 독일, 러시아, 오스트리아 등지에서 유행하는 절충주의, 경험주의 주장을 비판하는데, 절충주의 주장에는 기호실용주의(Прагматизм), 신칸트주의(Неокантианство) 등이 있으며, 경험주의 주장에는 경험일원주의(Эмпириомонизм), 내재주의(Имманентная философия) 등이 있다. 레닌 사후 이오시프 스탈린은 레닌이 나열한 이 사이비 마르크스주의의 일반적인 이론적 특징을 재규명한 다음에 철저히 비판하였다.

### 경험주의 사조에 대한 비판
중앙유럽과 영국의 생물학 발달로 인해 당시 19세기 말 유럽에서는 '생물학주의'에 기초한 기계론이 유행하고 있었다. 카를 마르크스도 또한 자신의 저서에서 찰스 다윈의 유전학 이론을 많이 언급하였으며, 진화론적 사고를 갖고 있었다. 때문에 유럽 내 수많은 생물학주의 성향을 가진 공산주의자들은 마르크스주의에 대한 소박실재론(Наивный реализм, 素朴實在論)적 해석을 무분별하게 적용하였다. 블라디미르 레닌은 카를 마르크스와 프리드리히 엥겔스의 철학을 고찰하여 이들의 주장을 논파하였다.

#### 경험일원주의

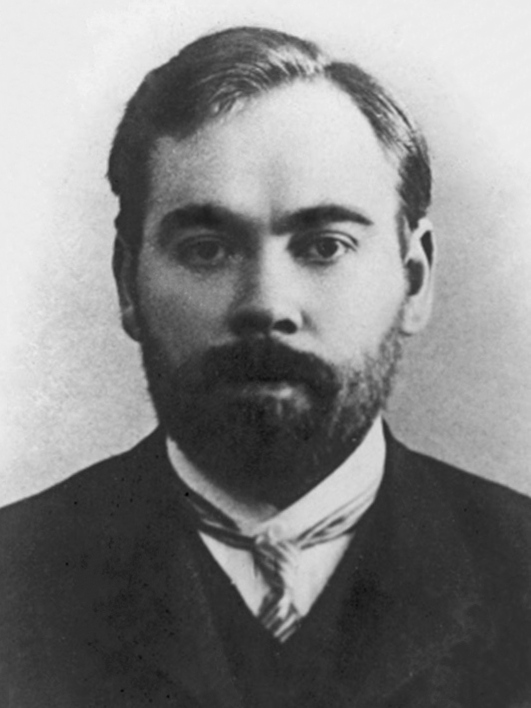
1903년 당시 알렉산드르 보그다노프의 사진이다. 그는 볼셰비키 내에서 마르크스주의를 기계론, 경험주의 입장으로 해석했기에 블라디미르 레닌과 수시로 논쟁을 하였다.

블라디미르 레닌은 『유물론과 경험비판론』에서 경험일원주의(Эмпириомонизм, 經驗一元主義)를 가장 큰 분량을 할애하여 비판했다. '경험일원주의'라는 표현은 러시아의 의사이자 볼셰비키 내 전진파(前進派, Вперёд) 경험주의 이론가였던 알렉산드르 보그다노프(Алекса́ндр Богда́нов, 1873 - 1928)가 1906년에 저작한 저서의 제목에서 따온 것이다. 레닌은 이 입장을 다양한 표현으로 나타냈는데, '기계론'(Механицизм), '마하주의'(Махизм), '유아론'(Солипсизм) 등이 그것이다. 경험일원주의 입장은 영국의 조지 버클리(George Berkeley)가 시초이며, 프랑스 좌익부르주아 사상의 중심에 서 있는 개념이라고 할 수 있다. 물리학 및 생물학 분야에서는 에른스트 마하(Ernst Mach)와 리하르트 아베나리우스(Richard Avenarius)에 의해 시작됐고, 러시아 내에서는 알렉산드르 보그다노프가 주창하고 있었다. 그리고 이 입장은 다양한 경험주의, 절충주의적 입장과 불가지론적 전제들과 약간 혼재된 상태로 존재하고 있었다.
선술된 이론가들에 의하면 감각적으로 인지된 요소는 인지된 대상물질이 갖는 객관성(즉, 물자체)과 완전히 일치하며 ― 이러한 주장은 "원래부터 가시적 사물은 그 자체로 존재하는 것이며, 그것은 '물자체'와 '현상'으로 나눠지지 않는다."는 주장과 같다고 판단할 수 있다. ― , 그 어떠한 정합도, 기초주의적 회의도 또한 필요 없다. 의식 활동의 층위에서 논의되는 시공간은 모두 감각된 것들의 파지에 의한 의식(意識)이 조작해내는 것이며, 객관적인 시공간은 오직 자연과학의 층위에서만 논의되는 시공간 뿐이다. 즉, 의식적 시공간은 모두 감각을 통해 파생되는 부차적 의식의 조작일 뿐이다. 이는 변증법적 유물론의 '유적존재(Gattungswesen)로서의 인간'을 완전히 거부하는 주장이므로, 사적유물론에 따른 생산관계의 발전을 통채로 부정하는 논리로 작용된다. 이들은 사회발전이라는 것도 모두 감각인지에 따라 파생된 행동 에너지의 개연적 증감에 따라 나타날 뿐이라고 주장한다. 결국 이 주장은 기계론적 결정주의로 빠지게 된다.
레닌은 사회발전의 일반적 제법칙을 고찰하고, 그것 역사적 보편성의 선형성 통하여 인간의 의식 활동이 단순히 감각인지의 단순 인과론적 조합이 아니라는 것을 증명하였다. 경험일원주의자들은 의지 활동이 물질적 측면에서 논의되는 에너지 활동이란 것을 전제하고 있다. 따라서 감각인지는 그 자체로 물질적 활동이며 시공간성이 존재한다고 하더라도 그것은 개별적 의식과는 독립된 것이기에, 반영주의자들이 말하는 '의식성'은 고려 대상이 아니다. 마르크스주의를 이러한 경험일원주의의 틀에 맞추려는 주장에 대해 레닌은 본래 인간의 모든 행동이 감각인지로부터 파생된 것이라면, 그 어떤 역사적 법칙도 존재할 수 없다고 반박하였다. 결과적으로 경험일원주의는 마르크스주의에 대한 반대 논리일 뿐이다. 동시에 이들의 감각주의적 유아론 입장도 철저히 비판하였다. 레닌은 기본적으로 인간은 성숙한 인식을 통해 물자체 ― 레닌은 물자체를 하나의 단일물질에 대한 개별적 인식과 크게 연결하지 않았다. 그는 단일물질에 대한 개별적 인식은 가능하나 그것은 주관적 관념에 기초한 것이 아니라 철저히 대상성에 기초한 연구를 통해서만 가능하다고 보았다. 즉, 역사의 발전의 선형성과 물질이 갖는 속성을 연구하는 과학적 발전, 이 두 가지를 통해서만 인식될 수 있는 것으로 본 것이다. ― 를 알 수 있으며, 그 성숙한 의식은 경험된 '불완전한 인지'를 비판하고 종합하고 회의하여 형성된 것이라 하였다. 이 비판은 바로 변증을 통한 과정이며, 변증이 있는 한 인지되는 감각은 그 자체로 불완전한 것이다. 레닌은 만약 인간이 어떠한 사물을 인지하는 그대로 물자체도 알게 된다면, 과학의 발전 정도는 원시시대부터 아주 짧은 시간 내에 급격한 발전을 이루었을 것이라고 비판하였다.
기계론적 경험주의 비판은 『유물론과 경험비판론』에서 블라디미르 레닌이 가장 많은 시간을 할애하여 시도한 것이다. 그럼에도 불구하고 레닌의 비판은 경험주의에 대한 본질적인 비판으로 되기 어려우며, 그의 논리에도 몇 가지 허점이 보인다. 예를 들어, 과학 발전의 정도와 그 속도, 그리고 이것을 인간의 인지 문제와 연결하여 설명한 부분에서 레닌은 전거 주장들에 대한 명확한 근거를 제시하지 못 하였다. 이러한 한계점에도 불구하고 『유물론과 경험비판론』은 공산주의 사상을 기계론과 기술주의(技術主義)의 속박으로부터 벗어나게 하기 위한 가장 강력한 시도로 이해되고 있으며, 실제로도 그러하였다. 이 텍스트는 러시아 공산주의 사상을 이해하는 데에 핵심 텍스트로 평가받고 있다.

#### 내재주의
블라디미르 레닌은 내재주의 또는 내재철학(Имманентная философия, 內在哲學) 입장이 영국 철학자인 데이비드 흄(David Hume)의 불가지론적 경험주의 철학과 유사한 구조를 갖고 있다고 지적하였다. 또한 『유물론과 경험비판론』 제4장에서 알렉산드르 보그다노프가 이 유형과 어느 정도 관계성(경험일원주의를 기반으로)이 보인다고 지적하였고 이것을 근거로 하여 '마하와 아베나리우스의 전우'(Соратники Маха и Авенариуса)라는 표현을 통해 내재주의 입장은 경험주의 계통 안에 속하는 것이라고 분석했다. 그러나, 이 입장은 경험주의인 동시에 맹렬한 주관적 관념론 성격을 보이는 것으로서, 반동철학의 대표격으로도 취급하여 '신비주의'(Мистицизм), '신앙주의'(Фидеизм)라고 표현하기도 했다. 심리철학자인 윌프리드 셀러스(Wilfrid Sellars, 1912 - 1989)는 이 입장을 '소여의 신화'(영어: Myth of the given)라고 칭했는데, 현대 심리철학에서 보통 이 용어와 '주관적 관념론'(subjective idealism)이라는 용어가 사용되고 있다.
레닌이 살았을 당시 이 입장을 추종하던 이론가는 프랑크푸르트 대학의 교수인 빌헬름 슈페(Wilhelm Schuppe)가 있었다. 그는 인간이 경험을 통해 물자체를 알아내는 것은 신의 영역이기에 불가능하다고 주장했으며, 제반물질의 객관적 속성과 '있는 그대로의 물질' 즉, 물자체를 구분하였다. 제반물질의 물리적 속성을 인간이 알아낼 수 있는 이유는 그것을 신이 인간에게 허락했기 때문이다. 이 '지식 접근에로의 신의 허락'은 각 제반물질의 물리적 속성에 대한 객관적 감각성을 인간(사고의 주체)의 본유 안에 내재시킨 것과 비슷하다고 할 수 있다. 이러한 본질적인 양식 때문에 경험(모든 사물을 향한 인지, 감각 등)이 곧 대상물의 물리적 속성을 인식하는 것과 차별성이 없게 될 수 있다고 하였다. 이렇게 경험의 실재성을 주장하면서도 물자체(문화과학의 영역이라고 해석할 수 있는 단초)와 개물의 물리적 속성(자연과학의 영역이라고 해석할 수 있는 단초)을 구분하였고, 동시에 도달할 수 없는 어떠한 칸트적 아 프리오리(a priori)를 상정했다는 점에서 에드문트 후설(Edmund Husserl)의 현상학 형성에 영향을 주기도 하였다.
블라디미르 레닌은 이 입장이 유물론적 대상성을 사실상 인정하지 않는 동시에 그것 외부에 능동적으로 실재하는 미지의 신적 관념(신비주의적)을 설정했다는 점에서 관념론에도 속한다고 비판하였다. 그리고 물자체와 개물의 물리적 속성을 구분했다는 점도 지적했다. 왜냐하면, 변증법적 유물론 입장에서 물자체는 물리학적 방식으로 추려낸 개물의 객관적 특성과 이질적이지 않은 것이기 때문이다. 따라서, 레닌의 입장에서는 오히려 물리학의 발달로 인해 쌓아지는 물질에 대한 객관적 지식 토대는 물자체를 알아가는 과정과 완전히 비슷한 것이라고 할 수 있다. 레닌은 당시 근대과학의 진보적 추세를 모조리 의미가 없는 것으로 만드는 '현실적 기독교주의자'들의 전형적인 수사와 내재주의사상이 전혀 차별성이 없다고 판단했다. 내재주의 주장은 마치 성경의 그것과도 닮아있기에 그 스스로가 갖고 있는 주장을 향한 모든 비판에 대해 순환론적 오류를 감행할 수밖에 없는 것이라고 비판했다.

### 절충주의 사조에 대한 비판
블라디미르 레닌은 절충주의에 대해 기본적으로 "혁명이라는 진리투쟁 앞에 치명적인 회의주의 궤변을 일삼는 불가지론의 원천이 되는 입장."이라고 분석하고 있다. 임마누엘 칸트의 초월적 관념론(transcendental idealism)이 그 시초이기에 칸트주의와 많이 연계되어 논의된다.

#### 기호실용주의
독일의 물리학자인 헤르만 폰 헬름홀츠(Hermann Von Helmholtz)의 이론으로 대표된다. 이 기호실용주의(Прагматизм, 記號實用主義) 입장은 기본적으로 칸트주의의 노선을 따라가고 있기에 절충주의 입장이라고도 할 수 있다. 당시 러시아 내에서는 멘셰비키 수정주의 이론가인 파벨 유시케비치(Павел Юшкевич, 1873 - 1945)가 이 입장을 따르고 있었다.
이 이론에서는 모든 인지된 감각을 분산화 된 에너지 기호로 취급하고 있다. 따라서, 인지된 감각은 외물 자체가 가진 경험성, 감각성과 같지 않다. 그렇기에 분산된 에너지의 기호만을 알 수 있다는 점에서 인지경험자는 역으로 인지된 감각이 가진 본래의 물자체를 알 수 없다. 이 입장은 경험일원주의와 달리 인지의 시공간성을 인정하였고, 동시에 물자체와 현상을 구분하고, 기호론에 입각하여 현상주의의 틀을 갖고 있기에 칸트적 실용주의와 기호론 그리고 비환원주의(非還元主義)와 밀접한 연관을 갖고 있다고 할 수 있다. 오늘날에는 비환원주의적 기호논리학 전반이 이 이론과 유사한 입장을 갖고 있다. 레닌의 입장은 다음과 같이 요약할 수 있다.
| 주제              | 기호실용주의의 입장 | 레닌의 입장 |
| ----------------- | --- | --- |
| 의식(Bewusstsein) | 생물학적 과정에 의한 기호의 구성은 의식의 일반성이라고 표현할 수 있다. 기호는 언어를 구성하며, 언어는 기호로 짜여진 의식을 구성하기 때문이다. 기호로부터 벗어난 의식은 존재하지 않는다.                                     | 의식의 근원은 물자체의 반영이자, 물자체로부터의 파생이다. 기호는 물적 자극이며, 기호의 산출 또한 사유 공간의 의식으로부터 현상 시공간의 물적 자극으로 된다. 여기서 의식은 사유자의 사유 공간에서 언표될 수 있는 것의 형태로 존재하지 않는다.                           |
| 기호(Zeichen)     | 인과적 자연 세계를 관통하는 가장 순수한 논리 구조이자, 그것의 언어로서 작용이 기호이다. 기호는 자연을 통찰하는 가장 근본 논리이며, 동시에 인과적 자연성에 따라 미리 규정된 것이다.                                          | 기호는 물질의 반영으로서 나타난 파생자의 부차적인 명명화일 뿐이며, 기호 수신자는 이미 모순성이 존재하는 발신자의 본의에 추가적인 모순성이 더해진 물적 자극을 받는 것이다. 이러한 물적 자극은 의식화를 통한 변증법적 사유 전개를 통해서만 그것의 진위를 파악할 수 있다. |
| 개념(Begriff)     | 개념은 수신된 기호의 집합이며, 전적으로 뇌의 영향을 받고, 뇌에 저장된다. 개념의 열람은 기호 배열의 열람이며, 생물학적 신경 작용을 통한 과정이다. 기호의 배열은 그것의 존재성 자체로 개별 생물체의 의식, 행동에 영향을 준다. | 개념은 물자체 성격으로부터 산출된 의식에 내재한 모든 모순성이다. 수신된 기호는 의식화로 나아가지 않은 물적 자극 그 자체로서의 기계적 작용과, 의식화 된 것으로 나누어진다. 기호실용주의는 전자만을 개념으로 인정하고 있다.                                              |

블라디미르 레닌은 인간의 감각성이 '어그러진 외물 인지'일 뿐이라는 점은 동의했으나, "그것은 완전히 비선형적으로 분산되었기에 인간이 물자체를 알 수 없다."는 논리를 철저히 비판했다. 레닌의 입장에서 '분산된 무언가'는 운동하는 모든 것의 일반적 법칙에 따라 변한 양태(樣態)이거나, 선형적으로 복잡성이 증대된 일반적 법칙 그 자체에 불과하다. 그리고 이러한 선형적 사고는 당시 최신 물리학·생물학을 포함한 기타 자연과학의 발달 추세에 합치한다고 보았다. 따라서, '주어진 외부 의식'은 서로 영향을 주고받을 수 있는 다른 열린 공간에서 존재하는 '어그러진 외물 인지' ― 이것은 헤겔주의적 표현으로 '모순적인 것'이다. 이 정(正)은 오직 변증법적 과정(反)을 통해 모순성이 감소한 합(合)으로 될 수 있다. ― 를 취합한 다음, 이것을 변증법적으로 분석하여 비교하면 충분히 '분산된 무언가'의 물자체를 알 수 있다고 하였다.(물론 레닌이 환원주의자였던 것은 아니다. 단절된 감각 자체만으로는 역으로 원인까지 알기 힘들다는 것은 레닌도 또한 인정하였다. 하지만, 변증법적 함의에 기초한다면 전체 사물의 통일적인 운동 및 양태를 알 수 있다고 하였다) 이와 더불어, 복잡성이 증대된, 완전히 기계적인 운동인 경우 첨단 과학을 도입함으로써 알 수 있다고 하였다. '주어진 외부 의식'에 대한 변증법적 사유는 카를 마르크스가 말한, '인간이 경제투쟁에서 무결의 생산관계로 향해 나아가는 원리'와 밀접한 관계를 갖는다.

#### 신칸트주의
신칸트주의(Неокантианство) 입장은 19세기 말 시점에서 정치적으로는 내재주의와 같은 선을 타고 있는, 맹렬한 반동철학의 한 종류라고 비판했다. 역사적으로 이 입장은 프리드리히 헤겔을 유신론·유심론적으로 해석한 노년헤겔학파(Althegelianer)로부터 시작된 독일관념론의 한 유파이다. 블라디미르 레닌은 『유물론과 경험비판론』에서 물자체를 인정한 칸트학파와 물자체를 부정한 칸트학파까지 다양한 신칸트주의자를 언급하고 있는데, 대표적으로 샤를 르누비에(Charles Rencuvier, 1815 - 1903), 프리드리히 알베르트 랑게(Friedrich Albert Lange, 1828 - 1875), 헤르만 코헨(Hermann Cohen, 1842 - 1918) 등이 있다. 당시 러시아 내에서는 게오르기 이바노비치 첼파노프(Georgii Ivanovich Chelpanov, 1862 - 1936)가 이 입장을 대변하고 있었는데, 그는 신칸트주의와 논리실증주의를 기반으로 한 초기 심리학에 영향을 미치기도 하였다.
이 입장은 임마누엘 칸트의 철학 정식을 그대로 답습하고 있다. 예를 들면, 오성(Verstand)과 이성(Vernunft)을 구분한 후 모든 감정 활동에서의 공간성을 인정하고 있고, 모든 직관 활동에서의 시간성을 인정하고 있다. 또한 '아 프리오리'(a priori)와 '아 포스테리오리'(a posteriori)를 설정한 후 제반인식의 초월론적 함의를 전제하고 있다. 당시 이론에 기반했던 러시아 내 일부 사회주의자들은 이성에 선차성을 부여한 후 그것의 아 프리오리로서의 '오성'을 설정한 후 이 오성을 통한 보편윤리에로의 정합이 곧 사회주의라고 주장했었다. 그리고 이후 '물자체'(Ding an sich) 개념을 인정하느냐, 인정하지 않느냐로 또 나뉘게 되는데, 전자의 경우는 기존 칸트의 철학을 교조적으로 따르고 있으며, 후자는 물자체는 각 경험산물의 오성적 통합에 불과하며, 시간성에 따라 변한다는 입장을 내보였었다. 신칸트주의에 대한 레닌의 입장은 다음과 같이 요약할 수 있다.
| 주제              | 신칸트주의의 입장 | 레닌의 입장 |
| ----------------- | --- | --- |
| 의식(Bewusstsein) | 표상을 오성을 통해 구상하는 모든 과정과 그 자체가 의식이며, 의식 작용은 개인 단위의 오성 적용(Einbildungscraft)을 전제로 하기에 주관적인 사유이다. | 의식의 근원은 물자체의 반영이자, 물자체로부터의 파생이다. 의식은 변증투쟁 과정의 주요한 재료로 되며, 모순을 해결하는 과정까지 의식은 다층적인 구조를 갖고 있다.                                                                            |
| 규준(Kanon)       | 인간의 인식활동에서 물자체의 표상화는 규준으로서, 인간이 유일하게 인식할 수 있는 진리이며, 인간은 물자체를 인식할 수 없다.                         | 인간의 인식활동 자체에 대한 내용 외에, 물자체의 진면을 알기 위해 나아가는 변증법적 투쟁에서 드러나는 모든 변화된 인식 방식이 규준이다. 변증법적 과정을 통하여 모순을 완전히 해결하면, 인간은 대상을 참인식할 수 있으며, 진리를 알 수 있다. |
| 개념(Begriff)     | 개념은 표상화되어서 인간 의식의 시공간에 존재하는 모든 것이다.                                                                                     | 개념은 물자체 성격으로부터 산출된 의식에 내재한 모든 모순성이며, 의식은 물자체가 갖고 있는 대립과 투쟁이라는 상호적인 발전 관계와, 의식 자체가 갖는 모순율을 둘 다 포함하는 의미에서 모순이 존재한다.                                      |

신칸트주의 유파는 이미 '마르크스주의'라는 간판을 들고 있는 모든 이론가들에게서 청년 마르크스의 헤겔 해석을 거부한 우익 헤겔주의 집단이라는 인식이 이미 다 들어가 있었기에 레닌의 저서인 『유물론과 경험비판론』의 사이비 이론 비판에서 제일 적은 비중을 차지하고 있다. 블라디미르 레닌은 "인간은 물자체를 알 수 없다."라는 신칸트주의의 대전제에 대해 인간에게 근본적인 한계를 부여한 "사실상의 신학이자 교묘함을 지닌 기독교이다."이라는 비판을 가하였다. 이와 더불어 레닌은 칸트가 언급한 규준(Kanon)에서 자연을 지각한 개체가 인지된 대상을 표상으로 만드는 과정을 충분히 설명하지 않았으며, 이러한 과정이 없는 철학으로서 과학성을 상실하였다고 비판했다.
이 입장은 1920년대 이후의 유럽 사회민주주의 ― 막스 아들러(Max Adler, 1873 - 1937), 루돌프 힐퍼딩(Rudolf Hilferding, 1877 - 1941), 프리드리히 아들러(Friedrich Adler, 1879 - 1960) 등의 오스트리아 사회민주파에 의해 주도된 ―의 정신적 지주격 이론으로 격상하였으며, 제2차 세계대전 종전 후에는 서유럽에서 프랑크푸르트 학파(Frankfurter Schule)라는 마르크스주의를 급진적으로 수정한 형태로 나타났는데, 이 사조는 『유물론과 경험비판론』을 참조했을 때, '좌·우로부터의 칸트주의 비판'에서 좌익칸트주의로 언급된 것과 상당히 유사한 측면을 갖고 있다. 이에 따르면 1950년대에서 1970년대 사이에 태동했던 다양한 종류의 사회비판이론도 또한 반동철학의 가장 깊숙한 곳을 철학적 전제로 사용하는 입장에 불과하다.

## 《제국주의론》 (1916)
블라디미르 레닌이 저작한 정치경제학 이론서이다. 자본주의와 제국주의의 관계를 설명하였고, 거대한 초국적 기업과 강대국 자본주의의 약소국 경제에 대한 착취 루트에 분석한 이론이다. 블라디미르 레닌에 따르면 자본주의 사회구성체하에서 자본가들은 더 많은 잉여가치를 독식하기 위해 식민지 쟁탈전을 필연적으로 감행할 수밖에 없다.

### 불균등 발전 법칙
블라디미르 레닌은 1917년에 펴낸 자신의 저서 『제국주의론』에서 자본주의의 '정치·경제의 불균등 발전'(러시아어: Неравномерное экономическое и политическое развитие)을 정식화하였다. 이 이론은 자본주의가 갖고 있는 태생적인 불균등성 ― 사적 소유와 이윤추구, 그리고 생산의 무정부성으로부터 촉발되는 ― 에 기반하고 있다. 소소유 및 소생산에 기반한 소영업가들은 자본주의 스스로가 갖고 있는 성질인 불균등성에 의해 몰락하게 될 것이며, 이익이 소수 대자본에 집중할 것이다. 그 결과 독점자본주의가 형성되면서 원료 생산지와 강매지를 찾기 위해 제국주의로 나아가게 된다. 그는 영국이 인도를 서서히 지배하기 시작한 1850년대부터 본격적으로 제국주의 단계로 나아갔다고 하였으며, 대륙 유럽의 경우는 1860년대 말 식민지 팽창을 시작한 프랑스를 기점으로 제국주의 단계로 나아갔다고 하였다. 하지만, 이 시기는 여전히 제국주의 단계로 나아가는 시기였기에 제국주의 포화 상태는 아니라고 규정하였다. 레닌은 카를 마르크스가 이 시기에 세계혁명론을 주장한 이유가 바로 그가 살았던 시기는 이러한 단계에 머문 상태였기 때문이라고 분석했다. 자본주의가 가지고 있는 불균등성이 제국주의 수준에 미치지 못 한다면, 자본주의국가는 '서로 협력하는 경제 관계로서의 상호의존성'을 버리지 못 한다. 결국, 일국혁명은 '자본주의세계의 공고한 연합'에 의해 진압될 것이다. 레닌은 바로 이 사건이 1871년 파리 코뮌 진압이라고 분석했다. 이후 제국주의 팽창이 극에 달하면서 성숙한 제국주의국가가 성립되고 다른 제국주의국가와의 경쟁이 시작되는 시점에서, 제국주의국가는 더는 다른 제국주의국가와 협력 관계를 가지지 않게 되며, 자본 경쟁은 극에 달하게 된다. 결국 제국주의 상태에 이르게 되면 필연적으로 제국주의국가는 저발전된 자본주의국가 또는 봉건국가를 자국의 제국주의 팽창을 위해 정치·외교·경제적으로 재분할하기에 이른다. 레닌은 이 과정에서 수많은 인민이 전쟁에 나가 죽을 것이며, 기아·역병·학살을 동반한 전쟁의 참상은 이전의 전쟁과는 질적으로 비교가 안 될 정도의 엄청난 수준이 될 수밖에 없다고 분석했다. 그는 제국주의 체제에 대해 '인류 역사상 가장 광적이고 야만적인 체제'라고 표현했다. 그리고 바로 여기에서 일국혁명의 정당성이 생기게 된다. 제국주의세력의 세계 재분할 과정에서 필연적으로 '약한 고리'가 등장하게 되며, 그 약한 고리에서 혁명이 일어날 경우, 제국주의블록은 연합된 저항력을 보이지 못 하게 된다. 레닌은 바로 그 재분할의 결과가 제1차 세계대전이며, 약한 고리는 차르 체제의 러시아 제국이라고 하였다.
불균등 발전법칙에 따르면, 제국주의국가는 필연적으로 이윤율을 증가시켜 자본을 팽창하기 위해 지속적인 세계 재분할 시도를 감행해야 한다. 그리고 이 과정에서 차르 러시아의 경우와 같이 '약한 고리'를 만들어내게 된다. 그리고 제국주의국가는 '제국주의 열강 사이의 대립(경쟁)'이라는 공간 안에서 이 약한 고리에서 일어난 혁명에 쉽게 대처할 수 없게 된다. 결국 제국주의 체제는 혁명에 의해 무너지게 되고 자본주의는 설 자리를 잃게 될 것이다. 따라서, 레닌은 제국주의시대에서 보편성을 갖는 혁명은 세계혁명이 아닌 일국혁명이라고 하였다. 즉, 그에게 세계혁명은 불균등성이 심화되지 않은 자본주의 단계에서나 유의미하며, 제국주의 시대에서는 '약한 고리'에 집중적인 타격을 가할 수 있는 일국혁명이 더 선호되는 것이다. 이오시프 스탈린은 이 체계를 받아들여서 레프 트로츠키의 영구혁명론을 비판하였다.

### 일국 혁명
'정치·경제의 불균등 발전'에 따라 제국주의국가는 생존을 위해서 계속 세계를 재구조화 ― 내정간섭, 침략전쟁 등을 동반한 재구조화이다. ― 하는 데에 치중할 것이고 그 결과 스스로를 파괴할 수 있는 '약한 고리'가 생기게 된다. 동시에, 제국주의국가는 초과이윤 혜택을 국내 인민에게 분배하는 방식을 사용한다. 예를 들어, 각종 복지 혜택을 제공하는 것 등이 이에 속한다. 더불어 노사협조주의에 기초한 노동자 기만 전략을 사용할 것이고, 이를 가속화하는 이른바 '노동귀족'(독일어: Arbeiteraristokratie)은 자본가와 타협하여 '사회민주주의'라는 자본주의에 기생하는 기회주의 노선으로 점철될 것이다. 이러한 일련의 과정은 결국 자발적인 혁명을 더더욱 어렵게 한다. 유럽 혁명에 대한 이와 같은 분석은 독일 혁명의 실패와 헝가리 소비에트의 붕괴 이후 블라디미르 레닌과 기타 볼세비키 일원들의 입장을 반영하고 있는데, 이들은 그 결과로 중국과 같은 아시아를 새로운 혁명의 발산지로 여겼다. 레닌이 보기에 중국은 제국주의 열강이 재분할 대상으로 여기는 핵심 국가로, '약한 고리'가 만들어질 수 있는 가장 확률이 높은 지대였기 때문이다. 이에 따라 1920년 코민테른의 지시로, 중국 공산당이 1921년에 창건됐고, 레닌이 지도하는 소련은 반제국주의 연대라는 명분으로 쑨원의 중국 국민당을 지원하였으며, 대한민국 임시 정부에 독립 자금을 지원하기도 하였다.
중국 혁명에 대한 소련의 지원은 중국의 공산주의자들이 '민족 모순'(民族矛盾)이란 개념을 새로 만들고, 중국 혁명의 성격을 재진단하게 되는 핵심 사건이었다. 오늘날 마르크스-레닌주의에서 언급되는 '민족 모순'은 어디까지나 '계급 모순'을 통해 파생된 문제로 여겨진다. 이는 불균등 발전 법칙에 따를 경우 쉽게 이어지는 결론이라고 할 수 있다. 즉, 제국주의는 자본주의로부터 나오는 것이며, 자본주의는 폭발적인 계급 모순을 내재하고 있는 생산관계이다. 결국 제국주의가 약소 민족을 억압하면서 생기는 '민족 모순'은 자본주의로부터 비롯된 것이라고 할 수 있으며 본질적으로 이는 '계급 모순'이라고 할 수 있다. 이러한 점에서 계급 모순은 곧 민족 모순이며, 민족 모순은 곧 계급 모순으로 화한다. 이에 따라 블라디미르 레닌과 이오시프 스탈린은 제국주의 단계에 올라선 시점에서 제국주의국가는 대중 통치에 대한 식민지 지배 구조의 의존도가 상당한 것인 바, 이러한 의미에서 약소 민족의 '민족' 개념은 결과적으로 제국주의 체제의 약한 고리를 만들어내는 주요한 원인이라고 분석했다. 따라서, 마르크스-레닌주의는 원칙적으로 반제민족주의자들의 식민지 민족해방운동을 적극적으로 지원·장려한다.

## 《국가와 혁명》 (1917)
블라디미르 레닌은 자신의 저서 『러시아에 있어서 자본주의의 발전』에서 러시아가 기존의 농경에 기반한 봉건제에서 자본주의혁명의 진입기에 들어섰다고 하였다. 또한 1917년 4월테제(April Theses)에서 2월 혁명의 영향으로 이제 자본주의로의 도약이 완료되었으며, 제1차 세계대전에 의한 혁명적 분위기 조성(Революционная ситуация)에 부응하여 사회주의로의 이행기를 산업노동자 계급이 선도해야 한다고 하였다. 그러나 이러한 입장은 멘셰비키와 자주 충돌을 야기하는 입장이었다. 블라디미르 레닌은 '자본주의 발전의 성숙도'와 '혁명적 분위기 조성'이라는 두 가지 문제를 논함에 있어서 멘셰비키의 주장을 비판했었는데, 이는 멘셰비키가 이 두 가지를 결정론적으로 연계시켜서, "국내에서의 자본주의 발전의 성숙도가 없다면, 사회주의로의 혁명도 또한 절대불가."라는 국민주의·교조주의적 해석을 가했기 때문이다. 블라디미르 레닌은 자신의 저서 『국가와 혁명』(Государство и революция)에서 멘셰비키와 이에 동조하는 소위 '정통적 마르크스주의자'들의 주장을 비판하였다.
혁명적 분위기 조성의 객관적 조건에서 자본주의 도입이 필수요건인 것은 사실이다. 하지만, 카를 마르크스가 이를 '발전된 자본주의'라 칭한 이유는, '발전된 자본주의'가 갖는 제국주의적 속성 때문이었다. 오늘날까지 이어지는 전지구적인 식민지 쟁탈 현상은 유럽 내에서 국경 없는 '자본주의 발전 성숙도'에 기반한다. 그리고 이러한 발전은 당연히 생산력 발전에 기반한 것이다. 현재 유럽의 발전된 자본주의 국가는 스스로의 생산력을 감당하지 못 할 정도가 되었다. 이 구조는 전세계적 제국주의 경쟁을 불러왔으며, 이러한 현상으로 인해 러시아 내에서도 역시 혁명적 분위기 조성이 존재하게 되었다. …(중략)… 따라서 멘셰비키들의 주장은 혁명의 객관적 조건을 개개 민족 단위의 합법적 폭력 기구인 국가라는 틀에 한정지어서 해석한 것에 다름이 아니다.
 — 블라디미르 레닌, 『국가와 혁명』(1917년)에서
블라디미르 레닌의 이러한 지론은 생산력 발전을 국가의 단위가 아닌, 세계의 단위에서 보아야 한다는 기준에서 나온 것이다. 이는 "현재의 자본주의는 제국주의 단계로 넘어왔다. 생산력의 과잉 시대로 진입한 현 시점에서 혁명의 고조는 제국주의 분쟁의 중심지인 유럽에서 산발적이며, 분산적일 수밖에 없다.", "러시아 프롤레타리아는 유럽 프롤레타리아 중에서 가장 계급적으로 각성된 의식을 갖고 있다."라는 블라디미르 레닌의 언급으로 간단하게 표현할 수 있다. 이후 1년 후인 1918년에 블라디미르 레닌은 『프롤레타리아 혁명과 배신자 카우츠키』(Пролетарская революция и ренегат Каутский)라는 저서를 통하여 독일 내 수정주의자들과 이른바 카우츠키류의 교조주의자들을 비판하기 시작하였다. 그리고 수정주의와 교조주의는 생산력 발전이라는 논의 차원을 오직 국경으로 선이 그어진 국내 안에서의 생산력 발전에 국한한다는 점이서 비슷한 반혁명 사조라고 비판하였다.

## 《공산주의 운동에서 ‘좌익’소아병》 (1920)
브레스트-리토프스크 조약이 있은 후로부터 볼셰비키 내 ‘좌익공산주의파’들이 레닌의 정책을 비판하기 시작하였다.
좌익공산주의파는 러시아 혁명을 유럽 혁명의 일부로 보았고, 이에 따라 독일의 반동에 대항하여 유럽 혁명을 완수해야 한다고 본 것이다. 따라서 레닌이 독일과 강화를 맺는 것에 극렬히 반대하였으며, 이어서 독일과 전쟁을 감행해야 한다고 보았다.
한편, 내전으로 인해 러시아 경제가 피폐해지자 볼셰비키 내부에서 레닌의 중앙파를 기반으로 경제 정책에 다소 시장주의적 접근법을 도입해야 한다는 주장이 나왔다. 레닌도 이에 동의하였으며, 이보 전진을 위한 일부 부문에서의 일보 후퇴가 필요하다고 역설하였다. 이에 따라 좌익공산주의파는 기존의 전시공산주의 체제를 유지할 것을 주장했으며, 현 단계보다 훨씬 급진적인 통제를 가해야 한다고 보았다. 그러나 레닌은 이러한 의견에 반대하였으며, 좌익공산주의파의 이론과 행동 지침을 비판하기 위해 저술한 것이 《공산주의 운동에서 ‘좌익’소아병》이다.
이 문헌에서 레닌은 좌익공산주의파가 주장하는 당내 분파 활동의 무조건적 허용, 당에 의한 군대 인사 통제 및 당의 군사 지휘권 확보, 전시공산주의 유지 및 강화 등을 비판하였다. 레닌에 따르면, 좌익공산주의파의 이러한 주장은 초당성(超黨性)을 발휘한 것에 불과하며 이러한 주장은 장기적으로 사회주의 안정에 아무런 도움이 되지 않는다. 동시에, 유럽 혁명에서 공산주의 운동가들의 극좌 모험주의도 함께 비판하였다. 레닌은 그들이 유럽의 보수적인 의회에서 활동하는 것을 꺼려하는 것에 대해 비판했으며, 공산주의자는 부르주아 정치의 기만성을 알리기 위해 그 어떤 곳에든 참여하여 자신의 의견을 내보여야 한다고 했다. 그는 과거 1902년의 『무엇을 할 것인가?』에서 드러냈던 통찰과 비슷하게, 공산주의자는 의회라는 합법적인 공간과, 폭력적인 노동운동 및 혁명의 준비라는 비법적인 공간이라는 두 공간에서 투쟁을 진행해야 함을 강조했다. 그리하여 그는 오로지 의회에서만의 활동에만 가치를 두는 것은 사회민주주의적 편향이며 우경이라고 봤으며, 오로지 비법 활동에만 가치를 두는 것을 맹동주의 및 좌경적 처사에 불과하다고 본 것이다.
이러한 비판과 함께, 독일,영국, 프랑스 등에서 활동하는 공산주의자에 대한 행동 지침을 제시하였다.
1. 합법적인 방식으로서 정치적 힘을 얻을 가능성이 전혀 보이지 않을 때, 공산주의자는 의회에서 가장 덜 반동적인 정치 세력을 비판적으로 지지해야 하며, 이러한 지지를 통해 부르주아 정치의 허위성을 알려야 한다.
2. 공산주의자는 합법의 영역과 비법의 영역 모두에서 투쟁해야 하며, 두 영역에서 투쟁 방식은 달라야 한다.
3. 부르주아 사회에서 통용되는 법의 기만성을 알아야 하는 것은 당연하다. 그러나, 그러한 법을 합법 투쟁에서 적극적으로 이용할 수 있어야 하며, 공산주의자는 최대한 부르주아 법에 접근해서 이것을 수단으로 삼아야 한다. 즉, 단기적인 또는 장기적인 투쟁에서 공산주의자가 부르주아 법의 이점을 얻을 수 있다면 무조건 그렇게 하여야 한다.
4. 공산주의자는 현실 정치에 어떠한 방식으로든 참여를 해서 스스로를 알려야 한다. 그 영역에 있어 다소 우경적인 의회 및 노동조합, 언론, 시민단체 등을 가려서는 안 된다.
5. 공담에 빠져 이론과 행동이 다르게 나오는 것은 군중과의 괴리를 불러오는 제일 큰 원인이다. 공산주의자는 모두 실천가여야 하며, 가정에서 스스로의 처신과 평소의 도덕 행실 및 행동에 주의해야 한다.
6. 집권 과정 및 정권의 유지에서 임시적인 변동책을 사용하는 데에 주저해서는 안 된다.

《공산주의 운동에서 ‘좌익’소아병》이 관통하는 주요 골자는, 모든 공산주의 운동과 그 과정은 현실과 괴리가 되어서는 안 된다는 것이다. 공산주의 운동의 최종 목적은 일체의 착취 관계를 소멸하는 것이지만, 이러한 사회 변혁은 목적을 이루는 최상의 수단, 방법을 갖춰야 한다. 그리고 그러한 방식은 단기에 일정 피해를 본다고 하더라도 감수해야 하는 것이다. 그러나 공산주의 운동에서 이른바 ‘좌익’ 소아병자들은 이러한 것을 무시하며, 구체적 현실을 보려고 하지 않는다. 이들은 공담에 빠져서 혁명을 공상적으로 관망하며, 결국 혁명의 퇴조를 불러온다.
결국 레닌은 공산주의 운동은 그 커다란 목적을 견뎌낼 수 있는 가장 현실적이면서도 냉정한 수단이 필요함을 《공산주의 운동에서 ‘좌익’소아병》에서 밝힌 것이다.

## 《협동조합에 관하여》 (1923)
『협동조합에 관하여』(О кооперации)는 1923년 신경제정책이 진행되던 시기 레닌에 의해 쓰여졌다. 신경제정책은 전시 공산주의에서의 왜곡을 시정하고 또 농민에게 일정한 양보를 포함하는 것이었다. 그리하여 전체 경제는 국유화된 사회주의 공업 부문, 국가자본주의 부문, 소생산자(소부르주아) 부문, 사적 자본주의 부문으로 구성되게 되었다. 레닌은 신경제정책에 대해 “노동계급의 사회주의 부문이 농민의 획득을 놓고 투쟁하는 것이다.”라고 정의하였다. 그리하여 노동계급이 농민을 포함한 소생산자 집단을 점유하고 사회주의 건설에 성공할 것인가, 아니면 사적 자본주의 부문이 농민과 연합하여 자본주의를 복고할 것인가가 각축하고 있었다. 즉, ‘누가 누구를’이라는 것이 당시의 관건적 요소였다. 그리하여 노동계급은 제1차 세계 대전 그리고 제국주의 세력의 간섭과 내전으로 피폐해진 사회주의 공업 부문을 서서히 회복해 나가는 것을 기초로 사적 자본주의 부문을 제한하고 서서히 배제해 나가는 정책을 폈다.
이와 더불어 레닌은 볼셰비키 내 여러 분파의 정치적 도전을 받았다. 당시 레닌의 정책을 비판하던 분파는 크게 ‘민주집중파’(Группа демократического централизма), ‘우익반대파’(Правая оппозиция)라는 두 분파로 나눠져 있었다. 민주집중파의 비판은 주로 러시아 공산당의 구조 문제였지만, 정치경제 문제에 있어서는 과거 좌익공산주의파의 주장을 계승하였다. 이에 따라 민주집중파는 신경제정책의 폐지, 농업희생에 바탕한 초공업화(超工業化)를 주장하고 있었다. 반면, 우익반대파는 신경제정책의 확대와 농업 일체에 자본주의 요소를 과감하게 도입하길 바라고 있었다.
레닌은 두 분파의 핵심 일원인 티모페이 사프로노프(Тимофей Сапроновым), 발레리안 오볼렌스키(Валериан Оболенский), 니콜라이 부하린(Никола́й Буха́рин)을 비판하고, 자본주의 경제에서 사회주의 경제 조직이 어떻게 형성되는지, 그리고 어떠한 과정이 바람직한지에 대해 서술하였다. 그 노력이 『협동조합에 관하여』이다.

### 사회주의 경제 조직 형성
레닌은 혁명에서 중농과 동맹했던 것처럼, 사회주의 경제 조직 과정에서도 중농과 동맹하려고 하였다. 동시에 레닌은 부농을 제외한 대부분의 농민이 프롤레타리아가 주도하는 사회주의 경제 조직 과정에 적대적이지 않으며, 두 계급 사이에는 계급투쟁이 존재하지 않는다고 보았다. 레닌의 이러한 생각은 1920년 8월 7일 코민테른 2차 대회 「농업문제에 관한 테제」에서도 일정 부분 드러난 바가 있다.
그런데, 농민과 프롤레타리아 사이의 파괴적인 계급투쟁이 발생하지 않는 이유는 사회주의 조직 과정에서 사회주의적 협동조합의 형성과 밀접한 관계를 갖는다. 농업장비 수준이 열악한 빈농 입장에서는 볼셰비키에 의해 국유화가 된 토지에서 농업노동자로서 기능하며, 트랙터와 같은 농업장비를 숙달하고, 이를 무상으로 사용한다. 이렇게 하여 국유 농지에서의 생산력을 증가시킨 다음 소농과 중농의 자발적 참여를 유도한다. 이 과정에서 당은 중농의 토지를 몰수하지 않으며, 몇 가지 세금 제도 및 농산물 회수제를 기초로 하여 국가 기관과 생산 조직 사이의 괴리성을 소멸한다.
레닌은 공업화의 필수 요건으로, ‘농업 인구의 사회주의 조직화’라고 하였다. 그리고 이 과정은 오로지 협동조합을 통해서만 실현할 수 있다고 장담했다. 물론, 이 과정은 노동계급이 국가 조직을 완전히 장악하고 있으며, 주요 생산수단이 국유화 된 시점에서 의미가 있는 것이다. 레닌은 다음과 같이 말한다.
사실 모든 대량 생산수단을 지배하는 국가 권력, 프롤레타리아트의 수중에 있는 국가 권력, 권력을 장악하고 있는 프롤레타리아트와 수백만 소농 및 영세농과의 동맹, 프롤레타리아트의 농민에 대한 확실한 지도력 등 ― 이러한 것들이 협동조합으로부터, 오직 협동조합으로부터 완전한 사회주의를 건설하는 데 필요한 전부가 아니겠는가? 우리는 과거에 협동조합을 장사치라 경멸했으며, 어떤 면에서는 신경제 정책하의 지금도 그렇게 경멸하는 것은 정당하다. 그러나 이러한 것들이 완전한 사회주의 사회를 건설하는 데 필요한 전부가 아니겠는가? 아직 이러한 것들은 완전한 사회주의는 아니다. 그러나 완전한 사회주의를 건설하기 위한 필요 충분한 모든 것이다.— 블라디미르 레닌, 『협동조합에 관하여』(1923년 1월)

레닌은 이를 통해 “유럽 혁명이 후속적으로 일어나지 않을 경우 소비에트 러시아의 사회주의 달성은 불가능할 것이다.”라는 레프 트로츠키의 주장을 반박하고 있다. 레닌은 사회주의 조직에서 군사 문제와 재정 문제는 중요하다고 했으며, 유럽 혁명의 지속적 지원 역시 여러 번 검토하였으나, 사회주의 조직의 핵심은 농업생산조직과 노동계급 사이의 계급투쟁을 완화에 있다고 하였다. 그리고 이 완화를 위해서는 사회주의적 협동조합이 필수라는 것이다.

### 사회주의 협동조합의 역할
레닌주의에서 협동조합 개념을 이해할 때 주의해야 할 것은, 레닌이 주장하는 것은 자본주의 국가에서 일반적으로 여겨지는 협동조합과 다르다는 것이다. 자본주의 국가에서 협동조합은 각 지분 규모와 관계가 없이 총회에서 권한이 동등하며, 세금 지원, 기타 사업 자금 지원 외 국가의 직접적인 개입이 존재하지 않는다. 사회주의적 협동조합은 총회에서의 권한이 모두 갖고 이익금을 분배 차원에서 자본주의 국가의 협동조합과 유사하지만, 국가가 사업 방향 및 이에 필요한 물자와 인프라를 전(全)사회적으로 지원한다는 점, 특히 직접적인 개입을 한다는 점에서 다르다.
『협동조합에 관하여』에서 레닌은 농민의 자발적 참여를 유도하기 위한 여러 정책을 제시하고 있으며, 어떠한 정신적 형태의 보상이 아닌, 물질적 형태의 보상이 필수적으로 갖춰져야 함을 논하고 있다. 그는 협동조합 가입자에 대한 세금 혜택부터 국영은행에서의 대출 혜택 등을 상세히 나열하고 있다. 동시에 국가 기관은 협동조합 지원을 꾸준히 하며, 협동조합 구성원이 외부 거래자와 접촉하여 무역 거래를 할 수 있도록 지원한다. 레닌은 이러한 일련의 과정을 통해 농민이 발전된 농업 체계에 적응할 수 있는 ‘새로운 농민’이 될 수 있다고 기대하였다.
소생산자(수공업, 소공업 종사자)들은 협동조합화를 통한 사회주의 생산 관계로의 전환의 길을 걸었다. 소비에트 정부는 협동조합을 결성할 경우 세금 혜택을 제공하였고, 각종 신용을 제공하였다. 또한 전문집단으로 구성된 국가 기관에서 구체적 사업 전략을 피드백하고, 이에 따른 자금을 대폭적으로 지원한 동시에 타 공업과의 연계망을 제공하면서 소생산자 집단은 협동조합화를 통한 대공업으로의 변신의 길을 걸은 것이다.
수공업은 본격적인 사회주의적 공업화가 시작되기 전에 인민에게 필요한 일용품의 생산을 주로 담당하였다. 이러한 사회주의적 협동조합은 제1차 5개년 경제 개발 계획 때도 적극적으로 활용되었다. 전 분야에 소공업, 수공업에 종사하는 인구는 전체 취업 인구의 57.1%였고 공업 총생산의 22.4%를 차지하였다. 협동조합화의 결과 1933년 1월 1일 수공업 협동조합은 14,811개로 증가하였고 그에 소속된 인원은 160만여 명에 이르렀다.
이를 통해 사회주의적 협동조합을 통한 사회주의 계획 경제가 순차적으로 이루어졌음을 알 수 있다.

### 니콜라이 부하린과의 갈등
니콜라이의 부하린의 “농민들, 부자 되시오!”라는 말로 대표할 수 있는 것처럼, 부하린은 농촌에서 자본주의 생산 관계를 일정 유지하려고 하였으며, 협동조합을 신용 협동조합으로 제한하길 바랐다. 그리고 국가의 개입을 최대한 최소화하려고 하였으며, 협동조합 사이의 경쟁을 촉발시킬 수 있는 방법론을 모색하려고 하였다. 부하린은 이에 따라 협동조합이 개별 기업의 성격을 갖춰야 한다고 보았다. 이는 적극적인 전문집단의 피드백과, 전(全)사회적인 투자를 통해 협동조합의 규모를 팽창하여 외국과의 무역에서 이점을 차지하려고 하였던, 그리고 신용 협동조합만이 아닌, 생산, 소비, 인프라 구축 특화 협동조합까지 구상하려던 레닌의 생각과 대립되는 것이었다.

### ‘민주집중파’에 대한 비판
농업희생론에 바탕하여 초공업화를 달성해야 한다고 주장한 민주집중파는 신경제정책의 즉각적인 폐지와 협동조합을 통한 점진적 국유화 방식이 아닌, 급진적인 국유화를 내세웠다. 레닌은 당시 좌익공산주의파를 기반으로 하고 있던 민주집중파의 주장이 현실성이 없다고 판단하였다. 특히 이들의 주장은 노동계급과 농민 사이의 계급투쟁을 불필요하게 격화시키는 것이었으며, 극좌 맹동주의와 가까웠다.

## 의의와 평가
레닌의 혁명 이론은 기존의 마르크스주의가 설명해내지 못 한 많은 부분을 설명할 수 있는 토대를 제공하였다.
그 첫 번째 토대는 제국주의에 대한 분석이었다. 당시 유럽과 아메리카 사회가 제국주의의 단계에 들어섰다는 의견은 러시아 사회민주노동당의 분파인 멘셰비키에게 커다란 비판을 받았지만, 제1차 세계 대전이 제국주의 전쟁이며, 이 전쟁이 ‘약한 고리’를 형성하여 추가적인 사회주의 혁명의 촉발 경로를 만들어낸다는 설명은 이후 소비에트 연방의 성립을 통해 증명되었다. 이후 레닌의 제국주의 해석은 수많은 식민지 해방운동가들에 의해 참고되었고, 실제로 식민지의 해방에 직접적인 영향을 주었다.
두 번째 토대는 마르크스주의에 대한 기계론, 경험론적 해석을 차단한 것에 있다. 레닌은 전통적인 철학 담론을 창조적으로 계승하여 마르크스주의를 철학의 발전이라는 연장선에서 해석하였다. 그 결과 정통마르크스주의가 갖고 있던 수동성과 비관성을 극복할 수 있었다. 그러나 이러한 담론은 워낙 난해한 것이었기 때문에 소비에트 연방이 성립된 이후인 1938년에 『사적 유물론과 변증법적 유물론』 및 『볼셰비키당사』가 성립되기 전까지는 스스로 레닌주의자를 자처하는 대다수의 혁명가들도 마르크스주의를 기계론적으로 해석하는 오류를 범하였다.
세 번째 토대는 프롤레타라아 독재 사회에서 형성되는 정치 제도와 경제 제도를 구체적으로 설명한 것이다. 특히 소생산자가 적지 않은 비중을 차지하는 혁명 이전의 상황에서 어떻게 사회주의를 건설해야 하는지에 대한 설명은 『협동조합에 관하여』에서 자세히 드러났다. 또한, 레닌은 ‘낮은 단계의 공산주의’라 불리는 사회주의 단계에 어떠한 정책이 실시되어야 하는지 구체적으로 묘사하였다. 본래 마르크스가 언급했던 ‘프롤레타리아 독재’는 반드시 ‘사회주의’와 동일한 것으로 취급되지 않았으나, 레닌의 해석 이후부터 프롤레타리아 독재는 사회주의 국가를 지칭하는 일반적인 표현이 되었다.
마지막 토대는 공산주의자들의 행동 강령에 대한 것이다. 레닌은 마르크스주의자가 부르주아 민주주의 사회에서 어떻게 혁명을 구체적으로 실천할지에 대해 서술하였고, 이에 수반되는 전략과 전술을 구상하였다. 이 토대는 첫 번째 토대와 결합하여 농민 문제, 당 조직론 등으로 나눠질 수 있다.
종합하여 본다면, 레닌주의는 ‘자본주의와 제국주의 사이의 연계와 그에 따른 혁명 양상의 변화’, ‘마르크스주의에서 제기되는 철학적 문제에 관한 유물론적 해답’, ‘프롤레타리아 독재에서 구현되는 경제 구조와 이에 따라 형성되는 정치·사회·문화에 관한 구체적인 설명’, ‘착취 사회에서 공산주의자들의 행동 전략 및 전술 연구’라는 네 가지 주제로 요약하여 그 의의를 새길 수 있다.

## 분파 사상
레닌 사후의 레닌주의의 정치 철학은 이오시프 스탈린의 마르크스-레닌주의와 레프 트로츠키의 트로츠키주의가 계승하였다. 그러나 스탈린과 트로츠키 모두 레닌주의를 독자적으로 해석하였는데 마르크스-레닌주의는 일국사회주의를, 트로츠키주의는 국제사회주의를 주장했다.
스탈린과 트로츠키 모두 스스로를 블라디미르 레닌의 정당한 후계자라고 주장하며 정치적 정당성을 내세웠는데, 양쪽 중 누가 정당한 후계자이고 레닌주의의 계승자인지는 오늘날에도 논쟁이 끊이지 않고 있다.

### 마르크스-레닌주의
레닌의 후계자 중 한명인 이오시프 스탈린은 레닌이 주장한 직업혁명가론, 볼셰비즘, 민주집중제, 전위당론을 지지하며 사상으로서 레닌주의를 계승하였다.
그러나 레닌 사후 스탈린은 자신의 유력한 경쟁자인 레프 트로츠키와 경쟁하였으며, 공산사회 이행을 위한 방법을 두고 일국사회주의론 등 레닌주의와 무관한 독자적인 사상을 제시하기도 했다.

#### 스탈린주의
이 사상은 소련에서 확립된 마르크스-레닌주의를 달성하기 위해 사용되었던 수단이다. 스탈린주의 치하 소련에서는 개인 숭배가 나타났으며 대숙청이 발생하기도 했다.

### 트로츠키주의
트로츠키는 레닌의 유력한 후계자 중 한명으로서 평의회 민주주의, 볼셰비즘, 적색 테러, 프롤레타리아 국제주의 등 레닌주의의 핵심 내용을 계승하였다. 또한 트로츠키는 초기의 스탈린에 맞써 급속한 산업화, 집단 농장 설립, 프롤레타리아로서 농민을 주장했는데, 이것은 마르크스-레닌주의의 핵심적인 요소로 나중에 차용하였다.
하지만 마르크스-레닌주의와 마찬가지로 트로츠키주의도 레닌주의의 모든 요소를 계승하지는 않았다. 가령 트로츠키 본인은 폐쇄적인 전위당론에 반대하였고, 레닌에게 인민정당의 필요성을 자주 역설하였다. 그 외에 트로츠키는 적극적인 농민 우대를 주장했는데, 이는 사회주의혁명당이 강조한 인민주의를 계승한 것이었다.

### 신레닌주의
1960년대 블라디미르 레닌과 레닌주의의 후계자로서의 스탈린주의와 트로츠키주의를 모두 거부하는 이른바 신레닌주의 조류가 탄생하였다. 이 사상은 기존의 레닌주의가 자율주의와 결합된 새로운 이데올로기이며, 탈구조주의로부터 강한 영향을 받았다.

## 같이 보기
- 정통마르크스주의
  - 좌파공산주의
    - 룩셈부르크주의
- 마르크스-레닌주의
  - 스탈린주의
    - 신스탈린주의

  - 마오쩌둥 사상
  - 티토주의
- 트로츠키주의
  - 정통트로츠키주의
- 반제국주의
- 해방신학
- 민중신학
- 민중사학
- 인민
- 민중 (또는 인민대중)
- 민중민주주의 (또는 인민민주주의)
- 프롤레타리아
- 프롤레타리아 혁명
  - 프롤레타리아 독재
- 좌파 민족주의 (한국민족문화대백과사전 "민족주의" 항목 참조)
- 마르크스주의
- 마르크스레닌주의
- 인민대중제일주의